# Перепис (село)
Пере́пис — село в Україні, у Городнянській міській громаді Чернігівського району Чернігівської області. Населення на 2025 рік становить приблизно 185 осіб. До 2020 орган місцевого самоврядування — Переписька сільська рада.

## Історія
12 червня 2020 року, відповідно до розпорядження Кабінету Міністрів України № 730-р від «Про визначення адміністративних центрів та затвердження територій територіальних громад Чернігівської області», село увійшло до складу Городнянської міської громади.
19 липня 2020 року, в результаті адміністративно-територіальної реформи та ліквідації Городнянського району, село увійшло до складу Чернігівського району.

## Населення

### Мова
Розподіл населення за рідною мовою за даними перепису 2001 року:
| Мова            | Кількість | Відсоток |
| --------------- | --------- | -------- |
| українська      | 528       | 97.96%   |
| російська       | 6         | 1.11%    |
| білоруська      | 3         | 0.56%    |
| інші/не вказали | 2         | 0.37%    |
| Усього          | 539       | 100%     |